# Regione del Kurdistan
La Regione del Kurdistan (in curdo هەرێمی کوردستان‎, Herêma Kurdistanê; in arabo إقليم كردستان‎?, Iqlīm Kurdistān), conosciuta anche come Kurdistan iracheno, è un'entità federale autonoma dell'Iraq, situata nella sua parte settentrionale. Corrisponde alla parte sud-orientale dell'altopiano del Kurdistan geografico.
Comprende i quattro governatorati a maggioranza curda di Dihok, Erbil, Halabja e Sulaymaniyya. La regione confina con l'Iran a est, con la Turchia a nord e con la Siria a ovest. La Regione del Kurdistan comprende la maggior parte del Kurdistan iracheno geografico, ma esclude le aree curde sotto il governo iracheno da quando l'autonomia curda venne istituita nel 1992 con le prime elezioni curde dopo la guerra del Golfo.
Il parlamento della regione del Kurdistan si trova ad Erbil, che è la più grande città curda in Iraq, ma la costituzione curda dichiara all'art. 5 che la capitale del Kurdistan è la contesa città di Kirkuk. Quando l'esercito iracheno si ritirò dalla maggior parte delle aree contese a metà del 2014 a causa dell'offensiva dell'ISIL nel nord dell'Iraq, le Peshmerga curde entrarono nelle aree e vi mantennero il controllo fino all'ottobre 2017.
I curdi in Iraq hanno combattuto in modo oscillante per raggiungere l'autonomia o l'indipendenza nel corso del XX secolo e sono stati soggetti ad arabizzazione e genocidio nelle mani dell'Iraq. Tuttavia, la zona d'interdizione al volo imposta dagli statunitensi dal marzo 1991 in poi su gran parte del Kurdistan iracheno diede ai curdi la possibilità di sperimentare l'autogoverno e la regione autonoma venne di fatto istituita. Tuttavia, l'Iraq ha riconosciuto l'autonomia del Kurdistan solo dopo la caduta di Saddam Hussein nel 2003 con una nuova costituzione irachena nel 2005. Nel settembre 2017 si è tenuto un referendum unilaterale sull'indipendenza che ha creato reazioni contrastanti a livello internazionale.

## Etimologia del nome
La parola "Kurdistan" significa letteralmente Paese dei Curdi.
Circa il nome ufficiale, la nuova Costituzione irachena del 2005 parla di Regione del Kurdistan. Il governo regionale parla di Kurdistan-Iraq o Regione del Kurdistan ma evita il termine di Kurdistan iracheno.. Il nome del governo regionale è "Governo Regionale del Kurdistan" (Hikûmetî Herêmî Kurdistan in curdo).
I Curdi chiamano la loro regione Kurdistana Başȗr (Kurdistan del Sud) o Başûrê Kurdistanê (Sud del Kurdistan), in riferimento alla localizzazione geografica della regione autonoma rispetto all'ideale unitario del Kurdistan.

## Storia

### Istituzione autonomia e turbolenze politiche (1992-2009)
Benché istituito già nel 1991 il territorio del Kurdistan iracheno assume le attuali caratteristiche di autonomia solo con l'introduzione della nuova costituzione nel 2005.
Nel 2008 gli Stati Uniti, principale forza d'occupazione straniera a seguito della seconda guerra del Golfo, e l'Iraq firmano un accordo sullo status delle forze armate nel quale si fissa il ritiro di tutte le truppe americane entro la fine del 2011.
Benché continuino i combattimenti sia contro il governo iracheno e le truppe straniere, sia fra le diverse comunità etnico-religiose, la scadenza viene rispettata e nel 2011 le truppe straniere terminano il ritiro dall'Iraq.

### Nel conflitto siriano
A partire dal 2012 l'Iraq, ed il Kurdistan con esso, subisce le ripercussioni della guerra civile siriana, essendoci un intenso scambio di guerriglieri fra i gruppi islamisti che operano nella Siria orientale e quelli che operano nell'Iraq occidentale (a maggioranza sunnita, dove è forte il risentimento verso il governo di Baghdad, dominato dagli sciiti).
Nel 2013 Abu Bakr al-Baghdadi, leader dello Stato Islamico dell'Iraq fondato nel 2006 come parte della rete di al-Qāʿida, annuncia l'unione del suo gruppo con al-Nusra, il principale movimento islamista della guerriglia siriana. L'unione, respinta dalla maggior parte della dirigenza di al-Nuṣra e da al-Qāʿida, provoca l'allontanamento dalla rete di al-Qāʿida del nuovo gruppo, che prende il nome di Stato Islamico dell'Iraq e del Levante (ISIS o ISIL nella sigla inglese, Da'ish in quella araba).

### ISIL e riavvicinamento con l'Iraq
All'inizio del 2014 questo gruppo assume il controllo della città di Falluja e di buona parte della provincia irachena occidentale di al-Anbar, oltre che della Siria orientale, e si espande poi fra giugno e luglio a nord e a est, prendendo in particolare le città di Mosul e Tikrit e spingendosi fino al territorio del Kurdistan. In questo periodo, rotti definitivamente i legami con al-Qāʿida, proclama la creazione di un califfato universale (o Stato Islamico, IS nella sigla inglese) con a capo il suo leader Abu Bakr al-Baghdadi, che prende il nome di califfo Ibrāhīm. L'avanzata dell'IS viene frenata dai raid degli Stati Uniti e dalle milizie curde e sciite.
A partire dal 2015, lo Stato Islamico comincia a perdere terreno, e le offensive dell'esercito regolare e delle milizie a esso legate, unitamente ai raid aerei americani e alla pressione sul fronte siriano, portano alla riconquista irachena di diverse aree, incluse le città di Tikrit, Ramadi e Falluja. A luglio 2016 l'unica grande città di cui lo Stato Islamico mantiene il controllo è Mosul, considerata la "capitale" del Califfato in Iraq fin dalla sua presa nel 2014.

### Referendum sull'indipendenza
Il 25 settembre 2017 la popolazione curda è stata chiamata alle urne per decidere con un referendum se ottenere una completa indipendenza dall'Iraq. Il 93% della popolazione curda ha votato sì per l'indipendenza del Kurdistan dall'Iraq; molti stati tra cui lo stesso Iraq, Turchia, Stati Uniti e Iran sono però contrari all'indipendenza, solo Israele ha appoggiato l'iniziativa curda. La dura reazione del governo federale iracheno, che occupò militarmente i territori contesi e isolò completamente la regione, ne rese inefficace l'esito, come riconosciuto dallo stesso governo regionale il 25 ottobre 2017.
Nel 2017, il tasso di disoccupazione è superiore al 20%, e il 30% della popolazione della regione del Kurdistan vive sotto la soglia di povertà. Al contrario, ci sono quasi 9 000 uomini d'affari nella regione del Kurdistan la cui ricchezza è sopra un milione di dollari.
Alle elezioni parlamentari del 30 settembre 2018, il Partito Democratico del Kurdistan (PDK) è risultato il principale gruppo a rappresentare le istanze curde in Iraq, seguito dalla Unione Patriottica del Kurdistan (UPK).

## Geografia fisica
Il Kurdistan iracheno è assai montuoso, con la sua principale eminenza che misura 3611 metri, il Chikah Dar. I numerosi fiumi che fluiscono da tali montagne e bagnano la regione sono all'origine della fertilità del terreno e della sua lussureggiante vegetazione.
Le montagne, il clima e la qualità delle acque fanno del Kurdistan iracheno una regione a forte vocazione agricola e turistica. Inoltre questa regione possiede materie prime minerarie, in particolare il petrolio, che è sfruttato da numerosi decenni.
Il più grande lago della regione è il lago Dukan.

## Società

### Composizione etnica
La grande maggioranza della popolazione è costituita da curdi di religione musulmana sunnita. Importanti minoranze sono rappresentate dagli arabi, dagli assiri, dai turcomanni e dagli yazidi.

## Politica

### Ordinamento dello Stato
I principali partiti presenti in Kurdistan sono il PDK, radicato nei governatorati di Arbil
e Dihok, e l'UPK che ha invece la propria base nei territori di Kirkuk e Sulaymaniyya. Un altro partito che alle elezioni parlamentari del 2014 ha conquistato notorietà è il partito Gorran (trad. Cambiamento) nato da una scissione interna dell'UPK nel 2006 e che si è imposto nel territorio di Sulaymaniyya.

### Suddivisioni amministrative

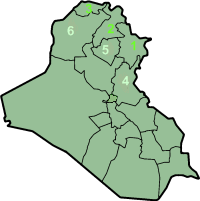
Il Kurdistan iracheno e i suoi Governatorati.

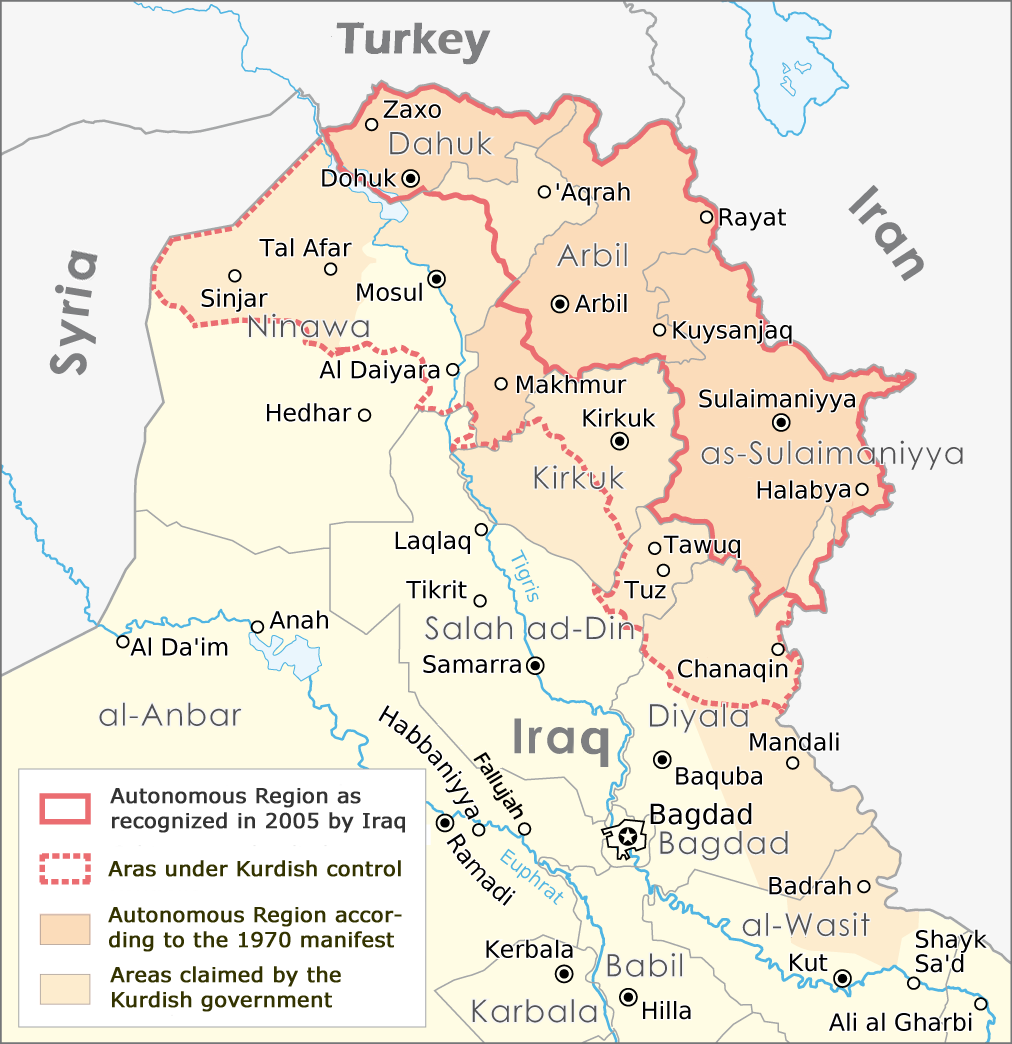
Regione autonoma del Kurdistan

Il Kurdistan iracheno è diviso in 6 governatorati. Fra essi, 3 sono sotto il controllo del governo regionale del Kurdistan. Questi Governatorati sono chiamati parêzgeh in curdo. 
- I Governatorati sotto diretto controllo del governo regionale del Kurdistan sono:

1. Sulaymaniyya (Silêmanî)
2. Erbil (Hewlêr)
3. Dihok
4. Halabja (Helebce)

- I Governatorati rivendicati in tutto o in parte dal governo regionale del Kurdistan sono:

1. Diyala (Diyale)
2. Kirkuk (Kerkûk)
3. Ninive (Neynewa)
4. Salah al-Din (Selahedînê)
5. Wasit

### Forze armate
Il governo regionale del Kurdistan dispone di una forza armata nota sotto la denominazione di "Guardie regionali curde" (Kurdish Regional Guards), chiamate anche Peshmerga, dotate di solo armamento leggero. Due divisioni dell'esercito iracheno (la 15ª e la 16ª) erano, alla data del 2008, in fase di costituzione con dette unità.
Nell'agosto 2014, alcuni battaglioni della milizia peshmerga sono stati integrati nella Guardia Nazionale Irachena (al-Ḥaras al-Watanī), e sono parte della nuova 2ª divisione irachena, di base a Mosul. Attualmente hanno all'attivo circa 200.000 soldati.
Nella loro lotta contro l'ISIS i Pashmerga stanno godendo di ampio supporto da nazioni estere aderenti alla coalizione internazionale anti-ISIS ottenendo ingenti carichi di armi dell'ultimo tipo tra cui: Heckler & Koch MP5, Heckler & Koch G36, M40, AK-47 e Beretta MG 42/59; oltre a queste dispongono anche di armi pesanti come RPG-7, AT4, MILAN[6] e razzi HEAT. La coalizione assicura ai curdi anche supporto logistico per le truppe peshmerga grazie ad addestramenti militari in Iraq.[10]

## Media
Il Kurdistan possiede numerosi canali televisivi in lingua curda; in particolare, la compagnia che riceve i maggiori finanziamenti è la Rûdaw, proprietaria anche di un quotidiano e di una stazione radiofonica.